# Tim Tszyu vs Sebastian Fundora
Tim Tszyu vs Sebastian Fundora fue un combate de boxeo profesional disputado entre el campeón actual de peso superwélter de la WBO, Tim Tszyu, y Sebastian Fundora, por los títulos de peso superwélter de la WBO de Tszyu y del WBC vacante. La pelea tuvo lugar el 30 de marzo de 2024.

## Antecedentes
Originalmente, estaba previsto que Sebastian Fundora se enfrentara a Serhii Bohachuk por el título vacante de peso superwélter del WBC en el evento. Sin embargo, se enfrentó a Tim Tszyu en el evento principal por el título vacante del WBC, así como por el título de peso superwélter de la WBO de Tszyu, debido a que Keith Thurman se retiró de la pelea con Tszyu luego de una lesión durante un sesión de entrenamiento.
Tszyu estaba originalmente programado para pelear contra el campeón indiscutido Jermell Charlo, pero Charlo decidió enfrentar a Canelo Álvarez y fue despojado de su cinturón de la WBO. Esto permitió a Tszyu ascender de campeón interino a campeón pleno antes de su pelea contra Mendoza. Fundora, tras su primera derrota por nocaut en el séptimo asalto contra Mendoza, tuvo la oportunidad de enfrentarse a Tszyu. Antes de su revés, Fundora había logrado victorias destacadas, incluido un nocaut en el noveno asalto ante Erickson Lubin en 2022.
En la cartelera, el actual campeón superligero de la WBA, Rolando Romero, se enfrentará a Isaac Cruz por el título superligero de la WBA, Erislandy Lara defenderá su título de las 160 libras contra Michael Zerafa, y Julio César Martínez defenderá su cinturón de 112 libras contra Ángel Córdova.

## Resultados
1. ↑  Por los títulos de peso superwélter del WBO y del WBC vacante.
2. ↑  Por el títulos de peso superligero del WBA.
3. ↑  Por el título interino de peso superwélter del WBC.
4. ↑  Por el título de peso mediano del WBA.
5. ↑  Por el título de peso mosca del WBC.

## Pelea
Tszyu parecía tener el control en los primeros dos asaltos, casi conectando derechazos a voluntad antes de toparse con un codazo incidental de Fundora en el segundo asalto que abrió un enorme corte en la parte superior de su cabeza. Después de recibir una inspección del médico de primera fila, Tszyu siguió luchando, pero quedó claramente afectado por la sangre causada por el corte. Fundora, quien estaba lidiando con la sangre que le salía de la nariz después del segundo asalto, se concentró en usar su longitud para acribillar constantemente a Tszyu con golpes e interrumpir aún más su ataque. La mayor parte del éxito de Fundora con golpes poderosos se produjo a través de la mano izquierda, ya que pudo conectar tiros limpios desde la posición de zurdo.
En la tercera ronda, ambos peleadores estaban cubiertos de sangre. Tszyu tocaba constantemente sus heridas mientras Fundora aprovechaba para golpear con su jab de zurdo. Aunque Tszyu seguía lanzando golpes, Fundora comenzó a ganar. Ambos sufrieron heridas graves y para el quinto asalto, Fundora sangraba por la nariz y la boca, y Tszyu tenía la cara muy dañada. La esquina de Fundora manejó mejor las heridas, pero la de Tszyu no pudo controlar el sangrado.
En el sexto asalto, Fundora intentó usar su jab, pero Tszyu lo contraatacó. Aunque el equipo de Tszyu trabajó en sus heridas entre rondas, no lograron detener el sangrado. Un médico revisó a Tszyu antes de permitir el séptimo asalto. Fundora siguió usando su jab, recibiendo duros golpes en respuesta.
A pesar de sus heridas, Tszyu siguió atacando y golpeó a Fundora con derechazos. Fundora respondió con un gancho de izquierda. En los asaltos 11 y 12, Fundora recuperó el control con su jab.
Fundorá ganó por decisión dividida, con los jueces puntuando  116-112, 115-113, 112-116 a favor de Fundora.

### Estadísticas
| Golpes           | Golpes     | Tszyu | Fundora |
| ---------------- | ---------- | ----- | ------- |
| Jabs             | Acertados  | 39    | 93      |
| Jabs             | Lanzados   | 112   | 437     |
| Jabs             | Porcentaje | 34.8% | 21.3%   |
| Poder            | Acertados  | 136   | 101     |
| Poder            | Lanzados   | 288   | 284     |
| Poder            | Porcentaje | 47.2% | 35.6%   |
| Total            | Acertados  | 175   | 194     |
| Total            | Lanzados   | 400   | 721     |
| Total            | Porcentaje | 43.8% | 26.9%   |
| Fuente: CompuBox |            |       |         |

## Transmisión
| País-Región           | Emisoras      | Emisoras                    | Emisoras                     |
| País-Región           | Señal abierta | Televisión por cable / paga | Stream                       |
| --------------------- | ------------- | --------------------------- | ---------------------------- |
| Estados Unidos        |               |                             | Amazon Prime Video / PPV.com |
| Reino Unido y Irlanda |               |                             | TrillerTV                    |
| Australia             |               | Fox Sports / Main Event     | Kayo                         |
| Latinoamérica         |               | ESPN                        | Star+                        |
| México                | Canal 5       |                             |                              |

- En Estados Unidos, se transmitió en Amazon Prime Video y PPV.com.[11]
- En Latinoamérica fue emitido por Star+ y ESPN (México también pudo verla por Canal 5)[12]